# Delta do Paraná

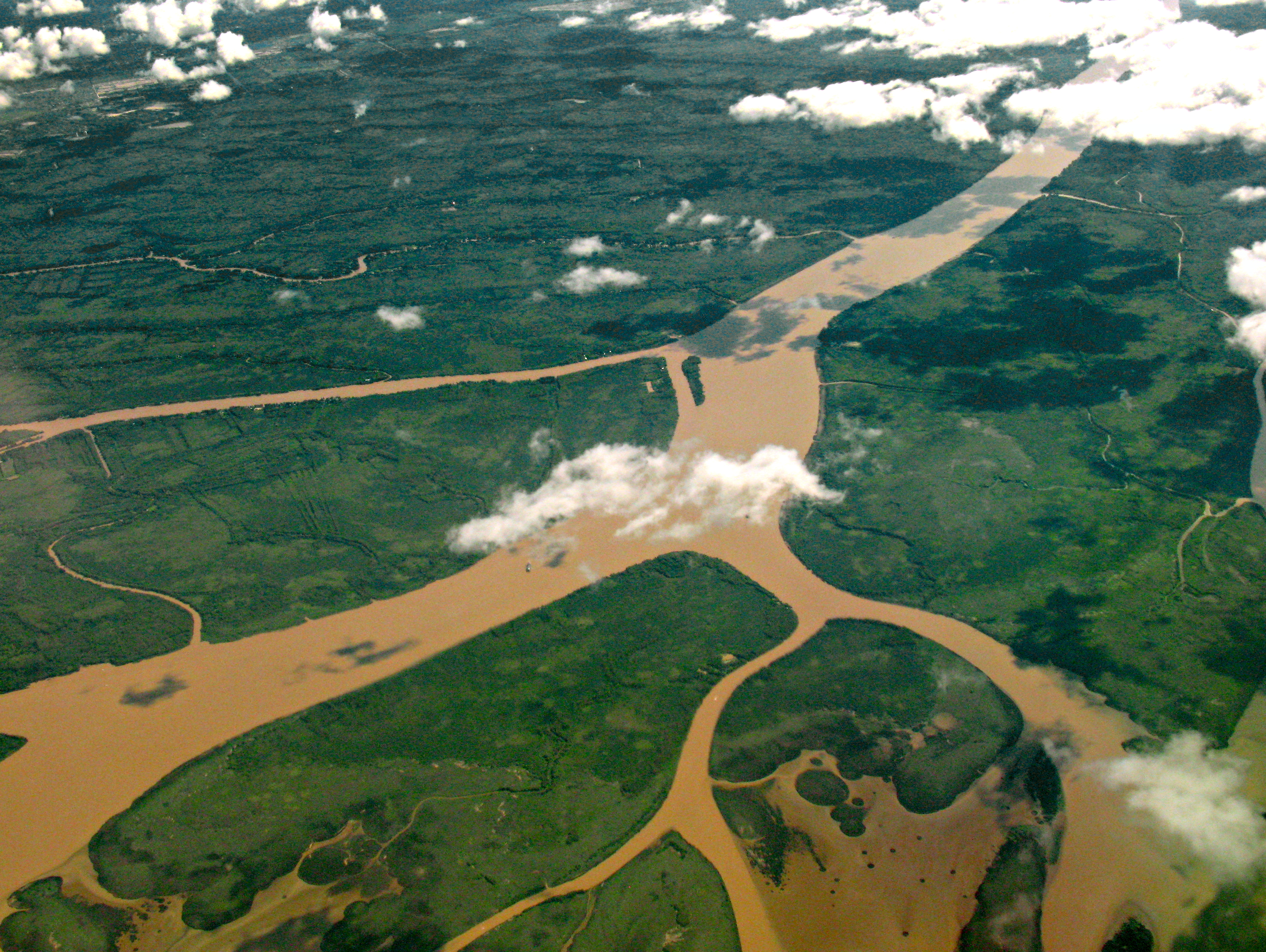
Fotografia aérea do braço Paraná de las Palmas, o mais meridional do delta.

Delta do Paraná (em castelhano:  Delta del Paraná) é o delta do rio Paraná na Argentina e consiste em várias ilhas conhecidas como as Ilhas do Paraná (em castelhano:  Islas del Paraná). O Paraná flui de norte a sul e se transforma em uma bacia aluvial (uma planície aluvial) entre as províncias argentinas de Entre Ríos, Santa Fé e Buenos Aires, e depois deságua no rio da Prata.
Abrange cerca de 14 000 quilômetros quadrados e começa a se formar entre as cidades de Santa Fé e Rosário, onde o rio se divide em vários braços, criando uma rede de ilhas e zonas úmidas. A maior parte está na jurisdição da província de Entre Ríos e parte no norte da província de Buenos Aires.